# Jewgienija Kogan
Jewgienija Sołomonowna Kogan (ros. Евге́ния Соломо́новна Ко́ган, ur. 1886 w Humaniu lub w Samarze, zm. 28 lipca 1938) – radziecka działaczka partyjna.

## Życiorys
Urodzona w religijnej żydowskiej rodzinie. Ukończyła gimnazjum i kursy nauczycielskie, pracowała w szkołach, 1907 wstąpiła do SDPRR. Jednym z jej współpracowników w działalności partyjnej był Walerian Kujbyszew, za którego wyszła za mąż. Kilkakrotnie była aresztowana za działalność wywrotową, 1912 wstąpiła do bolszewickiej "drużyny bojowej" - "Organizacji Wojskowej SDPRR(b)", 1914 została aresztowana za przechowywanie broni i amunicji. W 1917 była członkiem gubernialnego komitetu rewolucyjnego w Samarze, 1918 została sekretarzem odpowiedzialnym samarskiego gubernialnego komitetu RKP(b), była wówczas odpowiedzialna za realizację czerwonego terroru w guberni samarskiej. W latach 20. była jedną z osób odpowiedzialnych za wprowadzenie cenzury w ZSRR. Od 23 lutego 1931 do 1936 była sekretarzem Moskiewskiego Komitetu Miejskiego WKP(b), od 10 lutego 1934 do 2 listopada 1937 członkiem Centralnej Komisji Rewizyjnej WKP(b) i do listopada 1937 zastępcą przewodniczącego Komitetu Wykonawczego Moskiewskiej Rady Obwodowej. 22 marca 1933 została odznaczona Orderem Lenina.
2 listopada 1937 aresztowana, 28 lipca 1938 została skazana na śmierć przez Wojskowe Kolegium Sądu Najwyższego ZSRR pod zarzutem kontrrewolucyjnej działalności terrorystycznej i rozstrzelana. 3 listopada 1954 zrehabilitowana.